# Dark Castle Entertainment
Dark Castle Entertainment – amerykańska wytwórnia filmowa i oddział Silver Pictures, domu produkcyjnego wcześniej związanego z Warner Bros. Pictures, została założona w 1999 roku przez Joela Silvera, Roberta Zemeckisa, Gilberta Adlera i Jareda Busha.
Nazwa Dark Castle Entertainment oddaje hołd Williamowi Castle'owi, twórcy horrorów z lat 50. i 60., kiedy powstał po raz pierwszy, celem było przerobienie horrorów Castle'a. Po dwóch przeróbkach zajął się produkcją oryginalnego materiału, razem z przeróbkami filmów innych niż Castle. Począwszy od RocknRolla, firma zaczęła produkować filmy z innych gatunków niż horror. Podczas gdy większość filmów firmy była początkowo słabo oceniana przez krytyków, ich film Istota (2009) ostatecznie otrzymał lepsze recenzje.
Dark Castle Entertainment pierwotnie nabył amerykańskie prawa do filmu Loft (2014), tak jak zrobili to w przypadku filmu Istota, z zamiarem wypuszczenia filmu za pośrednictwem Warner Bros., kiedy Joel Silver przeniósł swoje biuro do Universal Pictures, zabrał Dark Castle, a film ze sobą. Universal planował premierę filmu 29 sierpnia 2014 roku, ale studio wycofało go z harmonogramu na rzecz filmu Jako w piekle, tak i na Ziemi (2014). Universal i Dark Castle upuścili film, który został następnie odebrany przez Open Road Films i wydany 30 stycznia 2015 roku.
Jason Blum podobno dwukrotnie rozmawiał z Silverem o koprodukcji z Blumhouse Productions, która ma być dystrybuowana przez Universal, ale nie znaleźli jeszcze odpowiedniego projektu.